# Intimate and Live (DVD)
Intimate and Live je DVD izdanje s turneje Intimate and Live Tour od Kylie Minogue. Snimljen je u Capitol Theatre u Sydneyu 21. lipnja 1998., a objavljen 23. lipnja 2002. godine. Album je režirao Mark Adamson.

## Popis pjesama
1. Too Far
2. What Do I Have To Do
3. Some Kind Of Bliss
4. Put Yourself In My Place
5. Breathe
6. Take Me With You
7. I Should Be So Lucky
8. Dancing Queen
9. Dangerous Game
10. Cowboy Style
11. Step Back In Time
12. Say Hey
13. Free
14. Drunk
15. Did It Again
16. Limbo
17. Shocked
18. Confide In Me
19. Locomotion
20. Should I Stay Or Should I Go
21. Better The Devil You Know